# Industrie du sel de Zigong
L'industrie du sel de Zigong (en mandarin : 自贡盐业, Zìgòng Yányè) est une activité extractive et manufacturière historique centrée sur la production de sel gemme, principalement dans la ville de Zigong, située dans la province du Sichuan, en Chine. Elle s'appuie notamment sur l'exploitation de saumures souterraines pompées grâce à un système de forages profonds, développés dès l'Antiquité et perfectionnés sous les dynasties suivantes. Cette industrie du sel (zh) connaît son apogée entre la dynastie Ming et le début de l'époque moderne, période durant laquelle elle joue un rôle stratégique dans l'économie régionale et nationale. La ville s'est progressivement dotée d'infrastructures spécialisées, notamment de forages de grande profondeur, de sites d'évaporation de la saumure, ainsi que de réseaux de distribution du sel par voies fluviales à travers le bassin du Sichuan et au-delà.
Aujourd'hui, bien que son poids économique ait diminué face aux nouvelles techniques industrielles et aux changements de consommation, Zigong conserve un riche patrimoine lié à son industrie saline, visible à travers ses anciens puits de sel, ses installations préservées et son musée du sel (en) ouvert en 1959. Les « techniques traditionnelles d'extraction et de production du sel de Zigong » ont également été inscrites au patrimoine culturel immatériel (zh) en 2006.

## Histoire

### Période ancienne
L'industrie du sel de Zigong trouve ses origines dans l'Antiquité chinoise, avec les premières activités d'extraction de saumure remontant aux périodes préhistoriques. La région de Zigong, située dans le bassin du Sichuan, bénéficiait d'avantages géologiques exceptionnels liés à la formation géologique particulière de cette zone. Le bassin du Sichuan oriental présente en effet des caractéristiques géochimiques spécifiques, avec des impuretés majeures dans les sels et saumures comprenant le magnésium, le calcium et le potassium. La ville de Zigong tire son nom de la combinaison des premiers caractères des noms de deux districts majeurs producteurs de sel, Ziliujing et Gongjing, qui furent fusionnés en 1939 pour former la ville de Zigong. Les premières formes d'organisation administrative autour de la production saline apparaissent dès la dynastie Shang (vers 1600-1046 av. J.-C.). Les os oraculaires mentionnent des « petits officiers pour le sel » (卤小臣, lùxiǎochén), suggérant que les Shang disposaient déjà d'officiels chargés de superviser la production et l'approvisionnement en sel. Cette évidence épigraphique témoigne de l'importance économique et stratégique accordée au sel dès les premières dynasties chinoises, confirmée par les découvertes archéologiques et chimiques qui révèlent une production de sel organisée dès le Néolithique tardif. L'exploitation organisée de la saumure dans la région de Zigong débute véritablement sous la dynastie Han de l'Est (25-220), le premier puits de sel étant creusé à l'époque de l'empereur Han Zhangdi (75-88). Sous les Jin de l'Ouest (265-316), des annales historiques affirment que l'on se sert du gaz naturel, découvert lors des forages, comme combustible pour l'évaporation de l'eau des saumure,.
Jusque sous les Song du Nord (960-1127), les puits sont très larges et peu  profonds. Leur forme ainsi que les méthodes d'extraction varient selon les lieux. Vers le milieu du XIe siècle, sous les règnes de Renzong et de Huangyu, tous deux de la dynastie des Song du Nord, les travailleurs des salines inventent un trépan à couronne et imaginent le forage par percussion pour récupérer des saumures profondes, une technique qui ne sera introduite en Occident que 600 à 800 ans plus tard. Le principe repose sur un système de levier en bois sur lequel se tiennent un ou plusieurs hommes, créant un mouvement de bascule similaire à une balançoire. Cette mécanisme permet de soulever la tige de forage d'environ un mètre avant de la laisser retomber, le trépan s'écrasant alors sur la roche et la pulvérisant progressivement. Cette technique permet d'avancer centimètre par centimètre, mois après mois, dans les formations rocheuses les plus dures. L'utilisation du bambou constitue une autre innovation majeure des techniques Song. Les artisans emploient de grandes tiges de bambou dont les cloisons internes sont retirées, assemblées par des joints mâle-femelle pour former le tubage des puits. Cette technique permet d'isoler efficacement l'eau douce superficielle et de faire remonter naturellement la saumure salée.
À Furong, au milieu du XIe siècle, on fore jusqu'à 180 à 200 m de profondeur pour exploiter des saumures d'une teneur de 5% environ, et au début du XVIIIe siècle, on atteint 320 m de profondeur et des teneurs de 7 à 8 %. Les saumures sont remontées à l'aide de récipients en bambou capables de contenir quelques dous (1 dou = 6,64 L) vers 1041 et 1,5 ou 1,6 shi au XIXe siècle. Également au milieu du XIe siècle, il y aurait environ 3 000 puits en exploitation, l'État intervenant régulièrement pour fermer les puits en surnombre. La production journalière d'un puits d'environ 500 litres de saumure correspond à 30 à 40 seaux, c'est-à-dire une production finale de l'ordre de 20 à 30 kg de sel.

### Dynastie Ming et Qing
Les techniques d'extraction  ne cessent  de  s'améliorer sous les Ming (1368-1644), puis les Qing (1644-1912), et elle atteint son apogée sous cette dernière dynastie, au  cours de la seconde moitié du XIXe siècle, sous les règnes de Xianfeng, Tongzhi et Guangxu. Zigong, fournissant plus de la moitié de la production de sel de toute la province, est le premier producteur de sel du pays, en même temps que le centre le plus important en  matière de technique d'extraction. Tout un éventail d'outils spécialisés est mis au point, comme des foreuses, des trépans, du matériel d'extraction, et les opérations de forage obéissent de plus en plus à des règles très précises. Sous Guangxu (1875-1908), 5 000 puits de sel et de gaz naturel y sont exploités et l'on en compte un nombre égal d'épuisés. Partout se dressent les chevalets d'extraction ; la ville n'est qu'un immense dépôt de sel et le port un grouillement d'embarcations, une fourmilière de dockers procédant aux chargements. De 1851 à 1950, Zigong produit un milliard  de biao to, soit  quelque cinquante millions  de  tonnes  métriques de halite et saumures noires ou jaunes. Quant à la quantité de gaz naturel extrait de la plus importante poche de la formation calcaire triasique de Jialingjiang (en), des statistiques incomplètes la font estimer à 12 x 10 mètres cubes. Au milieu de la dynastie Qing, la production de sel de Zigong atteint son apogée, représentant 60 % de la production de la province et 20 % des ventes de sel du pays.

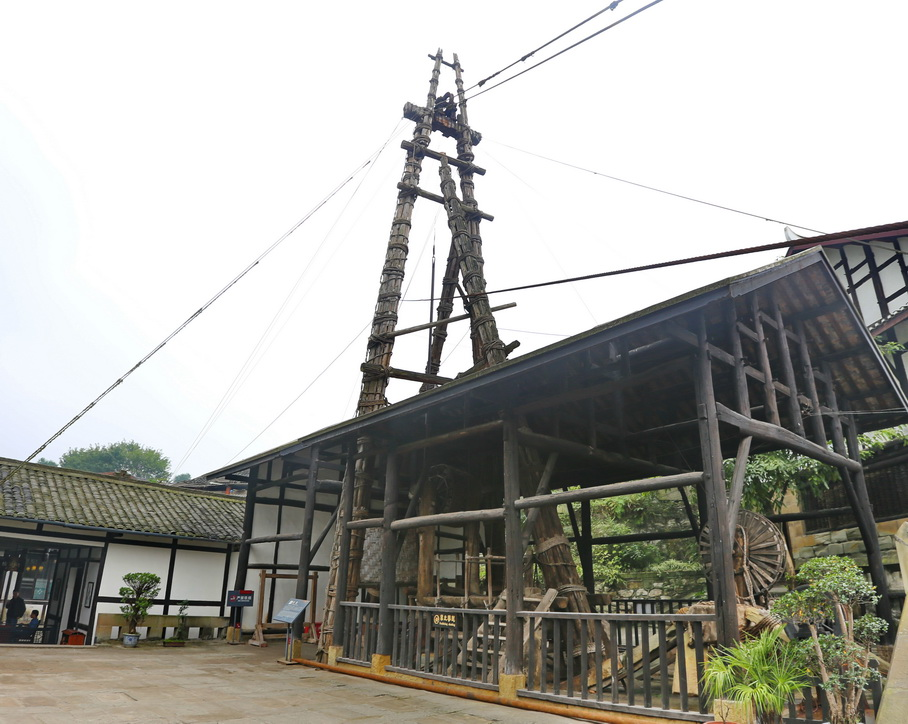
Le, creusé pendant 13 ans de 1835 et 1848, atteint 1001,42 m de profondeur, un record mondial à l'époque.

On emploie judicieusement, avec modération, le gaz naturel  comme source d'énergie, notamment pour l'évaporation des saumures. En 1800, Qianwei utilise journellement des centaines de milliers de jin de charbon pour ses chaudières (100 000 jin = 59,7 t). Les sauneries de Furong utilisaient indifféremment le gaz ou le charbon, mais à partir de 1850 le gaz naturel l'emporte. Sous les Qing, la profondeur des puits passe, en moyenne, de 600 à 1 200 mètres et l'on en creuse d'innombrables. Selon  certaines chroniques locales, on tire de ces puits d'énormes quantités de gaz mêlé à du pétrole, à de l'eau ou, encore à du pétrole et de l'eau tout à la fois. En 1835, avec le fameux puits Shenghai (zh), on pénétre pour la première  fois  dans la couche de calcaire triasique de Jialingjiang, à 1 001 m de profondeur, ce qui, dans cette première moitié du XIXe siècle, constitue un record non seulement national mais aussi mondial.
L'industrie du sel de Zigong s'organise autour d'un système commercial complexe impliquant des marchands locaux et des investisseurs venus d'autres provinces. Cette organisation commerciale permet de desservir non seulement le Sichuan mais aussi les régions avoisinantes, créant un véritable empire commercial régional. L'émergence du quartier de Furong comme centre névralgique de l'industrie saline date de cette période. Il devient le siège des principales entreprises salines et le lieu de résidence des familles marchandes les plus influentes de la région. Les marchands de sel de Zigong « ont transformé la fiducie lignagère en un analogue de la société commerciale qui s'est développée en Occident au début de l'époque moderne ». Le système des monopoles régionaux appliqué dans tout le pays limite cependant les ventes de sel de Zigong en divisant la Chine en zones attribuées à des marchands héréditaires. Toute vente hors zone est punie comme contrebande de sel, entravant le développement de la production. Ainsi, les provinces du Hunan et Hubei sont approvisionnées principalement par le sel de Huai He (zh), réduisant la part de marché du sel du Sichuan à une portion minime. Sous les empereurs Yongzheng et Qianlong, l'investissement des marchands du Shaanxi se renforce. Ainsi, le pavillon de la guilde Xiqin (zh), édifice emblématique du congrès des négociants, est construit en 1736, attestant de la consolidation économique de Zigong. La proximité immédiate du Fu permet des réseaux de transport efficaces vers le Hunan, le Hubei, le Yunnan et le Guizhou, notamment pendant la révolte des Taiping (1853-1870).
Une avancée technologique majeure est l'introduction du tambour « Kang Pen » à la fin du XVIIIe siècle. Ce tambour est placé au-dessus de la tête de puits et la pression à l'intérieur est contrôlée de manière à produire simultanément du gaz et de la saumure, et à les séparer efficacement. Un tuyau en bambou évacue la saumure, d'autres le gaz. Le transport de saumure et de gaz s'effectue via des réseaux de tuyaux en bambou, étendus sur des dizaines de kilomètres, permettant la distribution directe jusqu'aux sites d'évaporation. Les tours de sondage (derricks de bambou) atteignent alors des hauteurs de 19 à 38 m.

### Époque moderne

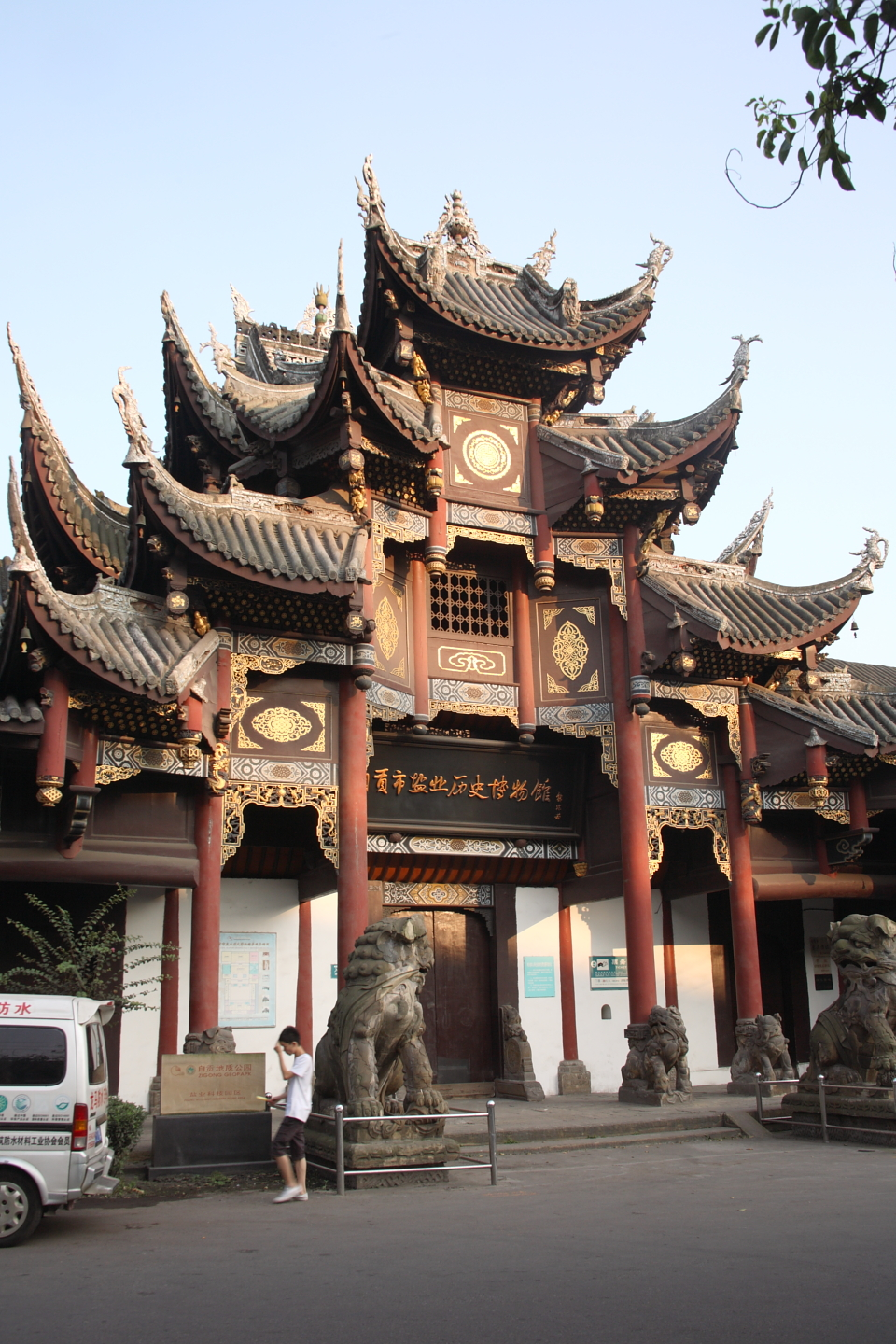
Le, achevé en 1752, est l'endroit principal où se réunissent marchands et travailleurs, reconverti aujourd'hui en musée du sel.

Dans l'environnement politique instable de la période des seigneurs de la guerre, se concentrer sur la politique est essentiel à la survie économique. Les marchands de sel dominent à la fois l'Assemblée provisoire de Zigong (Zigong linshi yishihui) et la chambre de commerce, fondée peu avant la chute des Qing. Ces deux organisations sont de fervents défenseurs des politiques de libre marché dans l'administration du sel et, durant leurs brefs mandats, proposent de nombreuses réformes économiques au chantier. Sous le régime du Gouvernement nationaliste (1928-1949), la distribution du sel est dominée par le capital bureaucratique, suivant un système dit de « production privée, rachat étatique, transport et vente marchande ». En 1933, il y a à Ziliujing 456 puits de saumure et 100 puits de gaz. Pendant la guerre avec le Japon (1937-45), les installations salines de Zigong sont visées par des bombardements, en raison de leur importance stratégique pour l’approvisionnement alimentaire, 70 millions de personnes dépendant de son sel. Entre 1942 et 1945, un monopole d'État temporaire est instauré.
Après la fondation de la République populaire de Chine en 1949, la politique salinière connaît trente ans de fluctuations, mais conserve toujours son statut de monopole national, que la gestion soit centralisée ou décentralisée. En 1951, l'industrie du sel est intégrée dans cinq usines d'État via des partenariats public-privé sous le nom de Jiuda (zh), avant d'être consolidée sous une direction nationale unique qui emploie environ 50 000 habitants locaux. Cette centralisation, bien qu'unifiant l'approvisionnement, ralentit la capacité d'adaptation et d'innovation des entreprises locales face à des marchés plus dynamiques.
La période 1989-1999 marque le déclin économique de Zigong. L'industrie locale, paralysée par les rigidités de la planification centrale et une structure productive obsolète, connaît des difficultés majeures. Le secteur salin accumule huit années consécutives de déficits, plongeant la ville dans une crise aiguë : il emploie alors un tiers des travailleurs industriels locaux. Sous la pression des techniques concurrentes et des coûts environnementaux et de main-d'œuvre, les méthodes traditionnelles sont progressivement abandonnées. L'entreprise Jiuda importe des technologies de pointe, telles que les installations de production sous vide (HPD) d'origine américaine et des méthodes japonaises de cristallisation, afin de remplacer des équipements hérités du plan de regroupement, jugés obsolètes. Dès 2005, les cinq usines étatiques ferment et l'activité se recentre vers des sites mécanisés et automatisés.
Face à la concurrence du sel marin et des extractions d'autres régions (en 1934, le coût de production de Zigong est estimé entre 50 à 85 $ la tonne contre 4 $ la tonne pour les marais salants), le sel de puits de Zigong peine à rester compétitif. En 2000, les pertes salinières totalisent 340 millions de yuans (soit 33% du déficit industriel municipal), creusant un trou de 240 millions de yuans dans les finances publiques. Entre 2000 et 2008, Zigong renoue avec la croissance. Le groupe Jiuda, soutenu par les gouvernements provincial et municipal, se désengage de ses activités annexes et a recours à une faillite stratégique pour éponger ses dettes. Cette restructuration met fin aux pertes chroniques. Toutefois, des obstacles structurels persistent : le contrôle étatique des quotas empêche les producteurs de commercialiser directement leur sel, limitant leur compétitivité. Dans la chaîne de valeur, les salines ne captent que 25% des bénéfices contre 75% pour les distributeurs, étouffant leur capacité d'innovation. Ce déséquilibre rend non rentables les investissements technologiques, pourtant vitaux pour moderniser la filière. Dans les années 2010, des technologies telles que la recompression mécanique de vapeur (MVR) sont mises en service, réduisant significativement la consommation énergétique et les émissions polluantes.
Des sites d'extraction traditionnels, près de puits et d'anciens ateliers, sont transformés en musées et parcs culturels, comme le musée du sel de Zigong (en). Le tourisme lié à la culture du sel est aujourd'hui devenu une source importante de revenus. Le 20 mai 2006, les « techniques traditionnelles d'extraction et de production du sel de Zigong » sont inscrites au patrimoine culturel immatériel (zh). Zigong dispose aujourd'hui d’un Institut national du sel, et produit 35Mt de sel/an, soit 1/3 du marché national.